# Třetí vláda Goldy Meirové
Třetí vláda Goldy Meirové byla sestavena Goldou Meirovou 10. března 1974 po volbách v prosinci 1973. Vláda zůstala u moci pouze do 3. června a s pouhými 85 dny se stala nejkratší vládou v izraelské historii.
Koalice se skládala pouze ze tří stran: Ma'arach, Národní náboženské strany a Nezávislých liberálů (Pokrok a rozvoj a Arabská kandidátka pro beduíny a venkovany se po volbách spojily do Ma'arach a obsadily 68 ze 120 křesel v Knesetu). Vláda měla zpočátku 22 ministrů, ministr sociálních péče Micha'el Chazani však 4. dubna rezignoval a nebyl nahrazen. Devět ministrů nebylo členy Knesetu, ačkoli dva z nich (oba z Nezávislých liberálů) byli do Knesetu zvoleni v nedávných volbách, ale po jmenování do vlády se mandátu vzdali. Na rozdíl od předchozí vlády, v níž bylo devět ministerských náměstků, měla tato vláda pouze jednoho náměstka, který byl jmenován až 6. května.
Přestože byla její vláda chválena za svou administrativu, odstoupila Meirová 11. dubna 1974 poté, co Agranatova komise zveřejnila svou průběžnou zprávu o jomkipurské válce. Vláda zůstala v úřadu, zatímco Strana práce (jedna ze stran tvořící Ma'arach) zvolila nového lídra, který se pokusí sestavit novou vládu. Dne 26. dubna Jicchak Rabin, tehdejší ministr práce, porazil ve volbách o post předsedy Strany práce Šimona Perese, ministra informací. Rabin pak 3. července 1974 sestavil sedmnáctou vládu.

## Členové vlády
| Vláda                        | Vláda                               | Vláda                     |
| Úřad                         | Člen vlády                          | Politická strana          |
| ---------------------------- | ----------------------------------- | ------------------------- |
| Předsedkyně vlády            | Golda Meirová                       | Ma'arach                  |
| Místopředseda vlády          | Jig'al Alon                         | Ma'arach                  |
| Ministr zemědělství          | Chajim Gvati                        | Nebyl členem Knesetu      |
| Ministr komunikací           | Aharon Uzan                         | Nebyl členem Knesetu      |
| Ministr obrany               | Moše Dajan                          | Ma'arach                  |
| Ministr rozvoje              | Chajim Bar-Lev                      | Nebyl členem Knesetu      |
| Ministr školství a kultury   | Jig'al Alon                         | Ma'arach                  |
| Ministr financí              | Pinchas Sapir                       | Ma'arach                  |
| Ministr zahraničních věcí    | Abba Eban                           | Ma'arach                  |
| Ministr zdravotnictví        | Viktor Šem-Tov                      | Nebyl členem Knesetu      |
| Ministr bydlení              | Jehošua Rabinovic                   | Nebyl členem Knesetu      |
| Ministr absorpce imigrantů   | Šlomo Rozen                         | Nebyl členem Knesetu      |
| Ministr informací            | Šimon Peres                         | Ma'arach                  |
| Ministr vnitra               | Josef Burg                          | Národní náboženská strana |
| Ministr spravedlnosti        | Chajim Josef Cadok                  | Ma'arach                  |
| Ministr práce                | Jicchak Rabin                       | Ma'arach                  |
| Ministr policie              | Šlomo Hilel                         | Ma'arach                  |
| Ministr náboženství          | Jicchak Rafa'el                     | Národní náboženská strana |
| Ministr turismu              | Moše Kol                            | Nebyl členem Knesetu      |
| Ministr obchodu a průmyslu   | Chajim Bar-Lev                      | Nebyl členem Knesetu      |
| Ministr dopravy              | Aharon Jariv                        | Ma'arach                  |
| Ministr sociální péče        | Micha'el Chazani (do 4. dubna 1974) | Národní náboženská strana |
| Ministr bez portfeje         | Jisra'el Galili                     | Ma'arach                  |
| Ministr bez portfeje         | Gid'on Hausner                      | Nebyl členem Knesetu      |
| Náměstek ministra komunikací | Džabar Muadí (od 6. května 1974)    | Ma'arach                  |